# Quilalí
Quilalí är en kommun (municipio) i Nicaragua med 30 418 invånare. Den ligger i den bergiga norra delen av landet i departementet Nueva Segovia. General Augusto César Sandino hade sitt högkvarter vid berget Cerro Chipote och området flygbombades intesivt av den amerikanska marinkåren från den 23 december 1927 till den 26 januari 1928. När de sedan intog platsen fann de endast uppstoppade halmdockor utklädda till soldater.

## Geografi
Quilalí gränsar till kommunerna El Jícaro och Murra i norr, Wiwilí de Nueva Segovia i öster, Santa María de Pantasma och San Sebastián de Yalí i söder, samt till San Juan del Río Coco i väster. Kommunens centralort Quilalí, med 5 625 invånare (2005), ligger centralt i kommunen vid floden El Jícaro.

## Historia
Quilalí blev 1891 grundad som en pueblo, och 1892 hade kommunen 335 invånare.

## Natur
Kommunens södra gräns utgörs av floden Río Coco, som flyter från väster till öster.